# Міграції вертикальні
Міграції вертикальні — регулярно повторювані у часі і просторі масові вертикальні переміщення зоогідробіонтів в пошуках найбільш сприятливих умов (харчування, освітлення, температури і т. ін.). У багатьох представників зоопланктону В. м. підкоряються циркадній ритмиці.